# Douwe Egberts

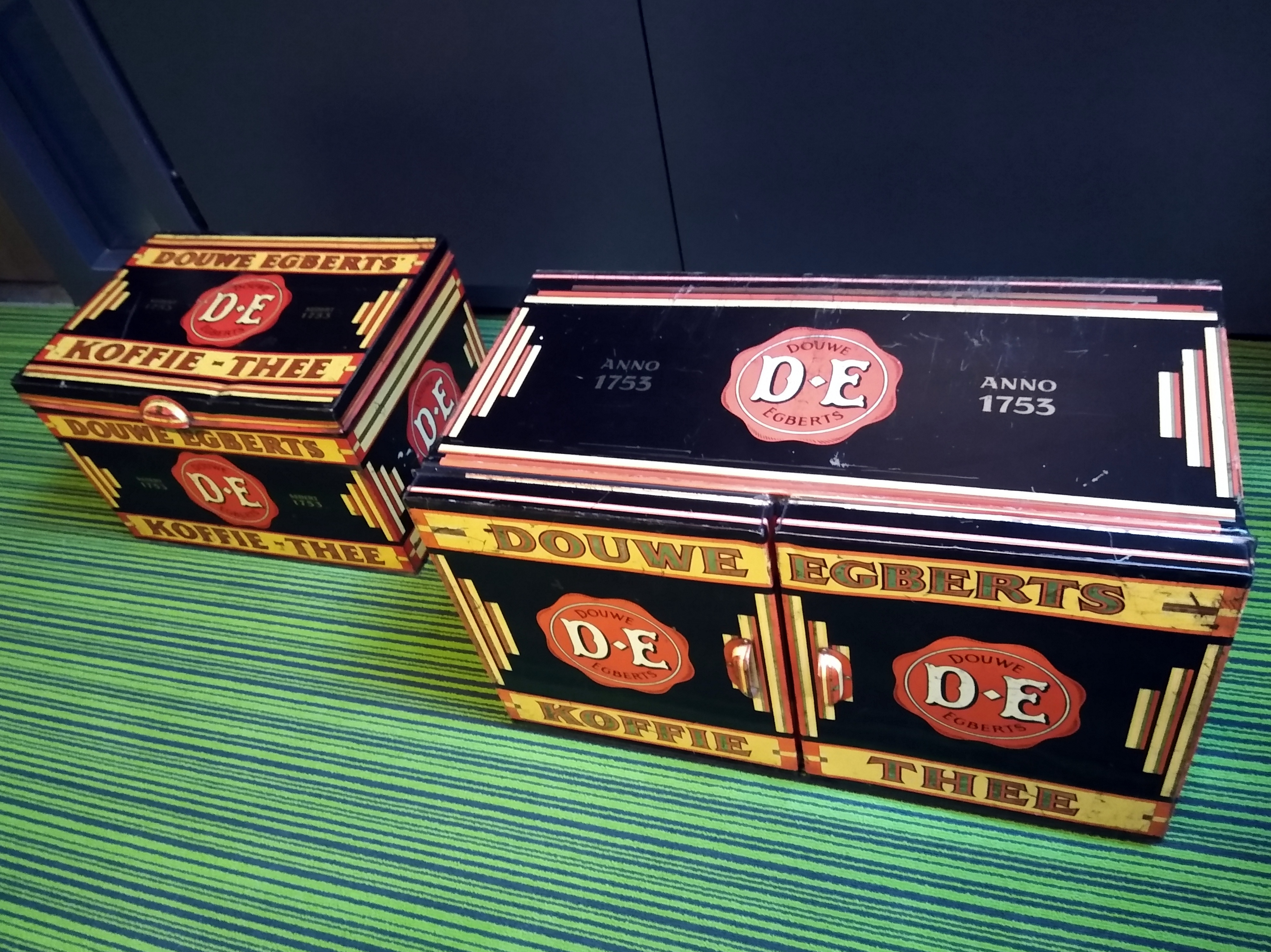
Douwe Egberts grote, tinnen blikken

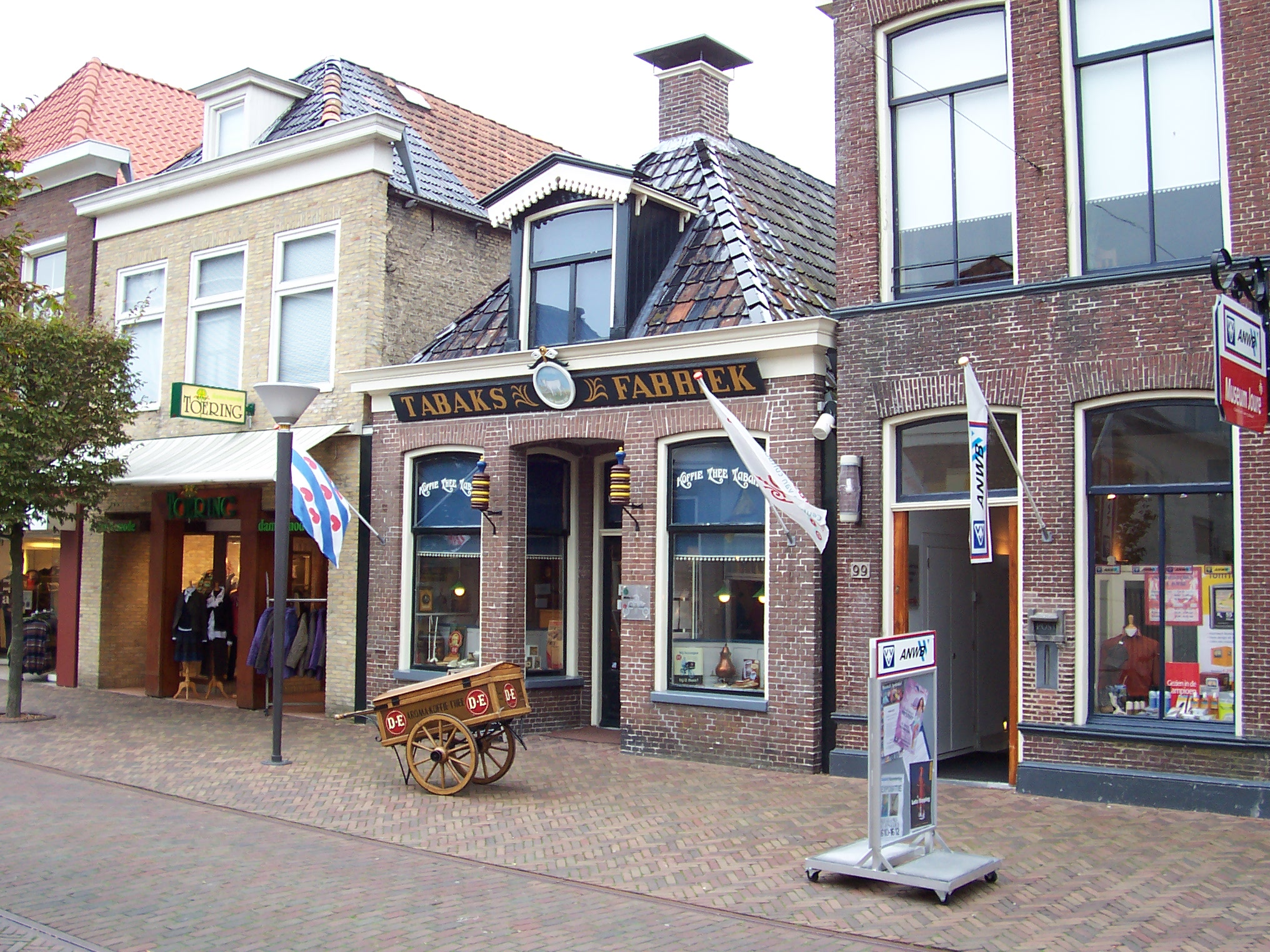
Joure: De Witte Os (2006)

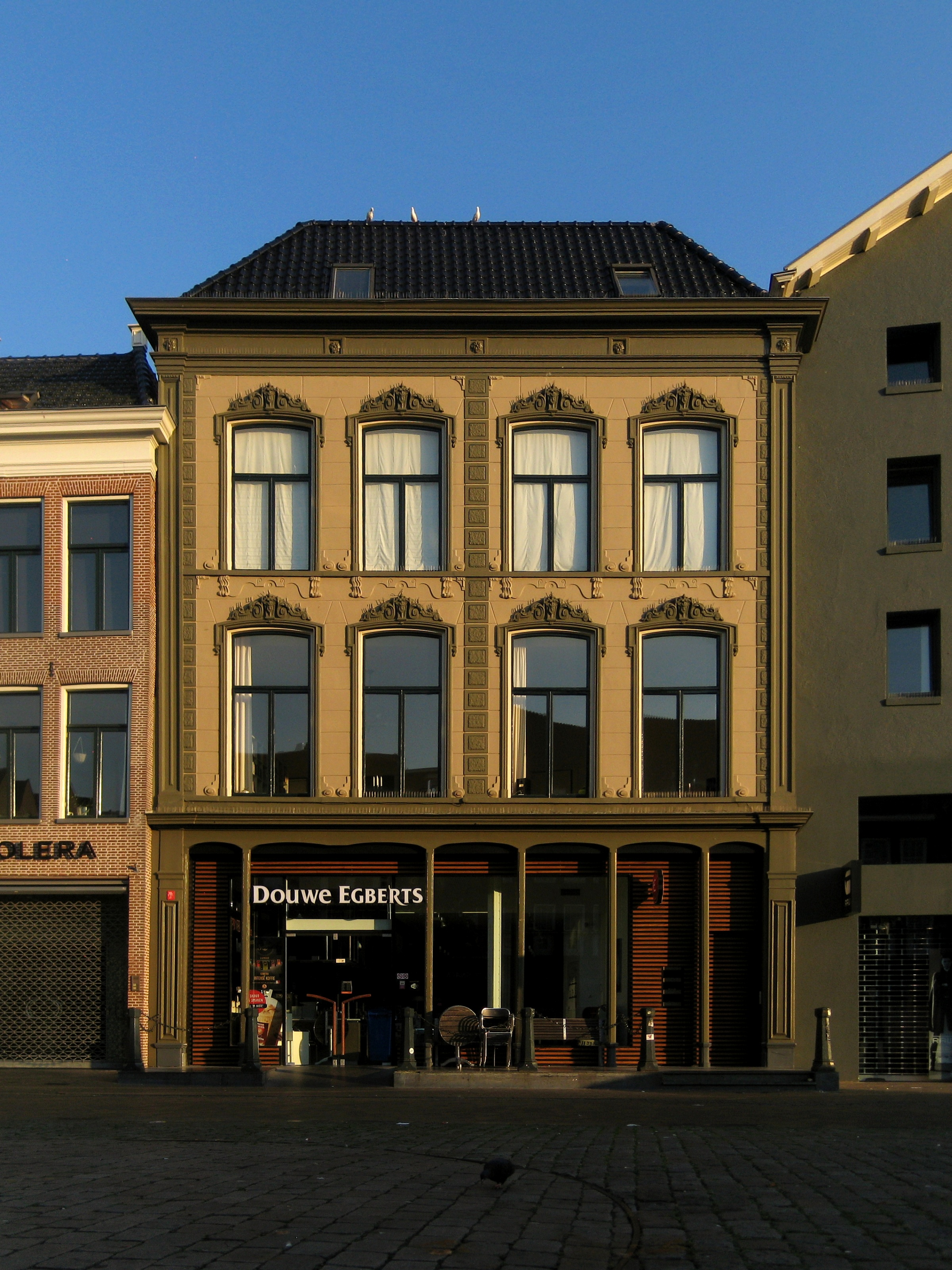
Groningen: geschenkenwinkel (2012)

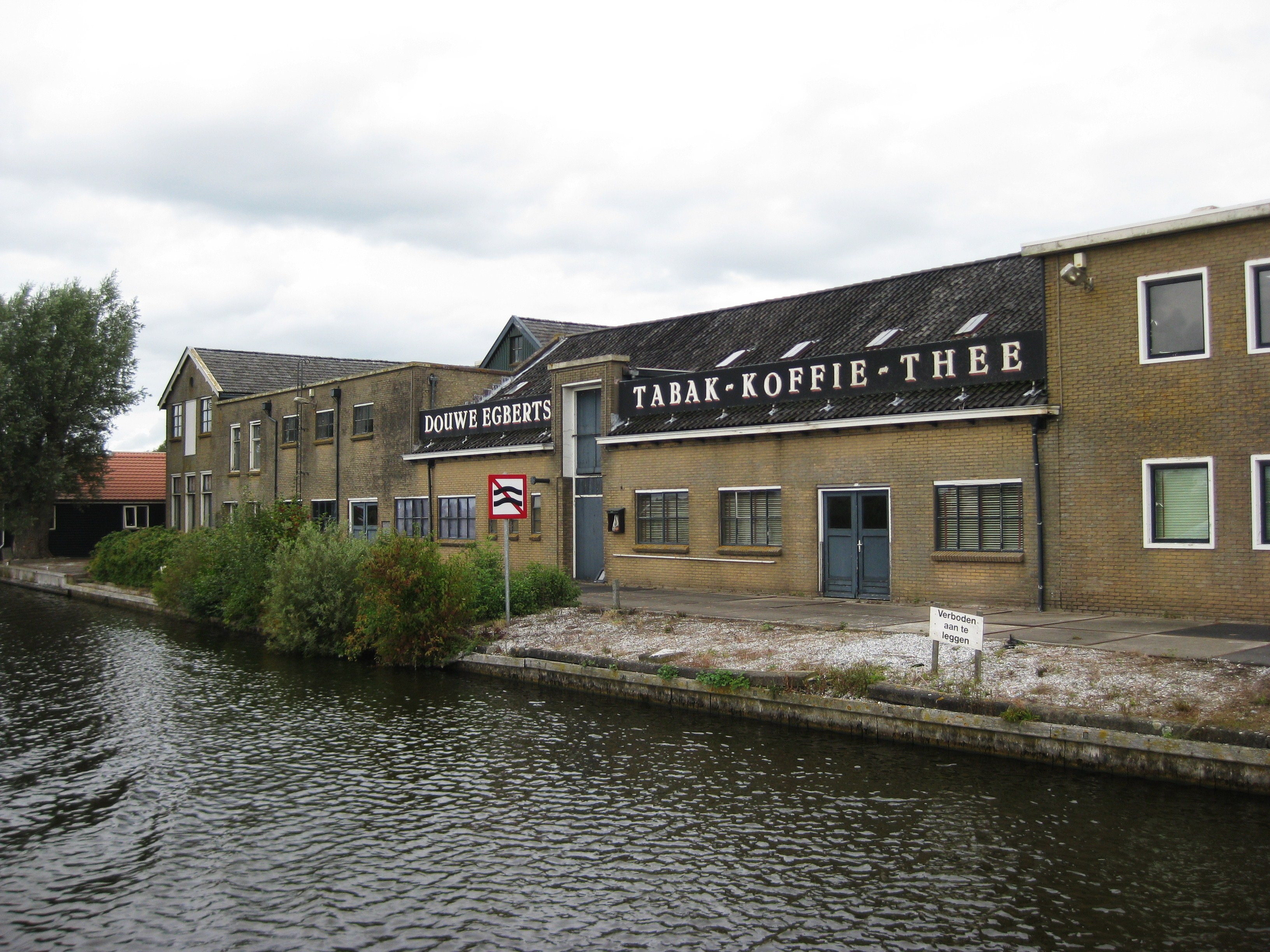
De gebouwen van de oude fabriek in Joure

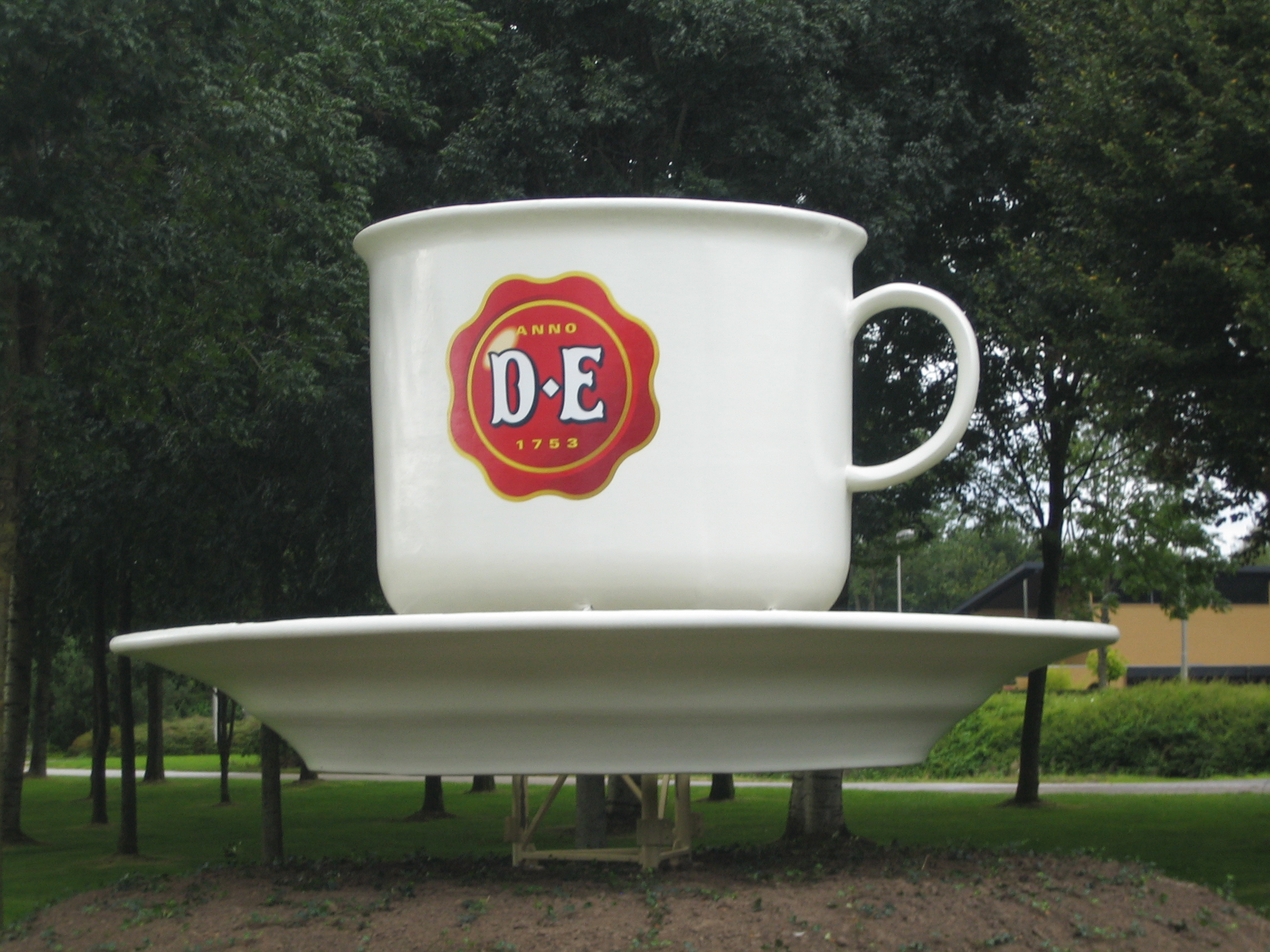
Reclameobject (2007)

Koninklijke Douwe Egberts B.V. (merknaam Douwe Egberts, afgekort DE of D.E) is een Nederlands bedrijf. Het bedrijf werd opgericht in 1753 en werd bekend met de verwerking en verhandeling van koffie, thee en andere levensmiddelen. In 1978 is het bedrijf na een aantal stappen uiteindelijk volledig in handen gekomen van het Amerikaanse bedrijf Sara Lee. Medio 2012 werd het bedrijf verzelfstandigd onder de naam D.E. Master Blenders 1753 NV. Eind 2019 fuseerde het met Peet's Coffee en de twee gaan verder onder het nieuwe bedrijf JDE Peet's. Het onderdeel Koninklijke Douwe Egberts B.V. heeft een inschrijving in het handelsregister.

## Geschiedenis
Douwe Egberts is ontstaan toen Egbert Douwes en zijn vrouw Akke Thysses van zijn geboortedorp Idskenhuizen naar het nabijgelegen Joure verhuisden om daar op 11 maart 1753 een "winkel in koloniale waren" te beginnen. Egbert en zijn vrouw verkochten artikelen die 'tot de genoegens van het dagelijks leven behoren', waaronder ook kruidenierswaren, chocolade en gedroogde zuidvruchten.
In 1780 werd het bedrijf overgedragen aan zoon Egbert Douwes jr. (1755-1806) – wiens naam het bedrijf (in omgekeerde volgorde) nog steeds draagt – en diens vrouw Ymke Jacobs Visser. DE hield zich bezig met de bewerking en het meleren van koffie, thee en tabak.
Onder leiding van zoon Egbert Douwes jr. werd het bedrijf uitgebreid buiten de grenzen van Joure. Daarmee werd hij niet alleen de naamgever, maar ook de grondlegger van de expansie van het bedrijf. Na het overlijden van Egbert in 1806 werd het bedrijf voortgezet door zijn tweede vrouw Lysbeth Mintjes.
In 1919 werd, vanwege de centrale ligging in Nederland, in Utrecht een tweede vestiging geopend, die na tien jaar moest worden uitgebreid. Daar er ter plaatse geen ruimte was moest het bedrijf binnen de stad verhuizen van de Catharijnekade naar de Merwedekade (nu: Keulsekade), waar het heden ten dage nog steeds gevestigd is.
Douwe Egberts is verantwoordelijk voor het aanplanten van de Haulsterbossen. De bomen zijn eind jaren 40 aangeplant en het hout diende als grondstof voor de productie van lucifers.
Na de Tweede Wereldoorlog begon het bedrijf aan de internationale expansie door vestigingen te openen in Frankrijk, Spanje en Denemarken, en vanaf 1948 ook in België.
- In 1968 werd er een houdstermaatschappij opgericht, Koninklijke Douwe Egberts.
- In 1969 werd Kanis & Gunnink overgenomen.
- In 1978 werd DE overgenomen door de Sara Lee Corporation.
- In 1987 werd Duyvis overgenomen.
- In 1989 werd Van Nelle overgenomen. In de periode 1995-1999 is Sara Lee gestopt met de productie in de Van Nellefabriek. Om verpaupering te voorkomen, is gezocht naar een nieuwe passende bestemming en is er een concept ontwikkeld waaruit het plan voor de Van Nelle Ontwerpfabriek is voortgevloeid. In februari 1999 werd het complex aangekocht door Kon. Volker Wessels Stevin NV.
- In 1998 werden de tabaksgerelateerde bedrijfsonderdelen verkocht aan Imperial Tobacco en de eerste overname gerealiseerd in Brazilië.
- In 2001 werd DE Café opgericht en werd de Senseo geïntroduceerd.
- In 2006 werd Duyvis verkocht aan de frisdranken- en snackproducent PepsiCo.
- In 2011 werd Coffee Company overgenomen.[2]
- In 2012 werd DE afgesplitst van Sara Lee en weer een zelfstandig bedrijf onder de naam D.E Master Blenders 1753 NV
- In maart 2013 deed JAB een bod op alle aandelen
- Op 26 oktober 2013 verdween D.E Master Blenders 1753 NV weer van de beurs
- In mei 2015 werd de fusie met de koffieactiviteiten van Mondelez afgerond
- In december 2019 werd de fusie met Peet's Coffee bekendgemaakt

### Aandelen op de beurs
Begin maart 2012 besloot Sara Lee om Douwe Egberts af te stoten. Sara Lee kondigde aan de oude aandelen van het bedrijf per medio juni te splitsen in een nieuw aandeel Sara Lee, een aandeel D.E. Master Blenders 1753 én een dividend uit te keren van $ 3 per aandeel.
Op 12 juni 2012 ging de handel in aandelen D.E Master Blenders 1753 van start op Euronext te Amsterdam. In oktober 2012 werden de aandelen opgenomen in de AEX-index. De onderneming was in 2013 actief in Europa, Brazilië, Australië en Thailand en telde ongeveer 7500 medewerkers wereldwijd.
Kort na de beursintroductie ontdekte het bedrijf bij het opmaken van de jaarcijfers 2012 boekhoudkundige onregelmatigheden bij de Braziliaanse activiteiten. Oninbare vorderingen, voorraden en verkopen zouden onjuist in de administratie zijn verwerkt. De  aanpassingen leidden tot een afname van het eigen vermogen met € 85-95 miljoen en van het resultaat met circa € 45-55 miljoen over het gebroken boekjaar 2012.
Op 28 maart 2013 maakte D.E Master Blenders 1753 bekend onderhandelingen te voeren met een groep Duitse investeerders onder leiding van Joh. A. Benckiser (JAB) om DE over te nemen. De Duitse investeerders waren al grootaandeelhouder in het bedrijf en overwogen een bod te doen van € 12,75 per aandeel. 
Op 18 september 2013 werd het bod onvoorwaardelijk. JAB, via investeringsgroep Oak Leaf, had op dat moment 91,84 % van de aandelen in handen.

### Fusie met Mondelēz
In mei 2014 maakten D.E Master Blenders 1753 en het Amerikaanse Mondelēz bekend hun koffieactiviteiten te willen samenvoegen. Mondelez maakt gebruik van de merknamen Jacobs en Carte Noire en behaalde een omzet van € 2,9 miljard. De combinatie wordt het grootste koffiebedrijf ter wereld en zal verdergaan onder de naam Jacobs Douwe Egberts. JAB wordt voor 51% eigenaar van de joint venture en Mondelez krijgt met 49 % een minderheidsbelang. Mondelez ontvangt verder nog € 3,6 miljard voor zijn inbreng. Op 5 mei 2015 werd toestemming gekregen van de Europese Commissie, op voorwaarde dat Mondelēz haar Carte Noire-activiteiten in de Europese Economische Ruimte afstoot, dat Douwe Egberts haar Merrild-activiteiten verkoopt en dat Douwe Egberts haar Senseo-merk in Oostenrijk in licentie geeft.

### JAB brengt koffiebelangen samen
In december 2019 maakte JAB bekend zijn twee koffiebedrijven Peet's Coffee en Jacobs Douwe Egberts samen te voegen. De twee gaan samen onder de nieuwe naam JDE Peet's. Eind mei 2020 kreeg dit bedrijf een beursnotering op de Amsterdamse effectenbeurs van Euronext. JDE Peet's heeft een jaaromzet van zo'n € 7 miljard.

## Activiteiten
Het bedrijf is voornamelijk actief met koffie en thee.

### Merken
- Douwe Egberts (koffie)
- Pickwick (thee)
- Kanis & Gunnink (koffie)
- Van Nelle (koffie)
- Piazza d'Oro (espresso)
- Moccona (oploskoffie)
- Cafitesse (vloeibaar koffie-extract)
- Coffee Company (koffie-café keten)
- Laurentis (espresso)
- Senseo (koffie)

### Resultaten
De onderneming heeft een gebroken boekjaar dat loopt van begin juli tot eind juni. De cijfers over de drie jaren tussen 2008/2009 tot en met 2010/2011 hebben een pro-forma karakter; het bedrijf bestond toen nog niet als zelfstandige onderneming, maar maakte deel uit van de Sara Lee Corporation. De cijfers zijn opgemaakt met het oog op de beursnotering van D.E Master Blenders 1753.
Als gevolg van een niet correcte weergave van de resultaten in Brazilië in voorgaande jaren, heeft de onderneming de resultaten over 2010/2011 herzien. Het nettoresultaat over dit gebroken boekjaar komt nu uit op € 267 miljoen, circa € 9 miljoen lager zoals weergegeven in het prospectus. Over 2011/2012 werd een resultaat gerapporteerd van € 267 miljoen; worden daar de met Brazilië verband houdende lasten van afgetrokken, dan resteert een nettoresultaat van € 100 miljoen. In 2012/2013 had het bedrijf € 111 miljoen aan speciale kosten. Die hadden betrekking op de herstructurering, de invoering van een nieuw businessmodel en de kosten in verband met de overname door JAB. Na aftrek van deze speciale kosten kwam de winst uit op € 196 miljoen. Deze buitengewone kosten zijn niet in de tabel hieronder verwerkt.
| Jaar      | Omzet   | Bedrijfsresultaat | Nettoresultaat |
| --------- | ------- | ----------------- | -------------- |
| 2008/2009 | € 2.235 | € 346,5           | € 338,5        |
| 2009/2010 | € 2.316 | € 346,7           | € 240,0        |
| 2010/2011 | € 2.602 | € 331,3           | € 276,0        |
| 2011/2012 | € 2.793 | € 321             | € 267          |
| 2012/2013 | € 2.680 | € 255             | € 277          |

### Verantwoord ondernemen
Volgens het bedrijf zelf heeft DE een beleid gericht op het duurzaam verbeteren van de economische en sociale positie van kleine boeren. In 2002 werd daartoe de DE Foundation opgericht. Deze ondersteunt koffieboeren in het verbeteren van kwaliteit en duurzaamheid van teelt waarbij de certificering van UTZ Certified als standaard dient.
In 2004 deed de Koffiecoalitie onderzoek naar de bedrijfsvoering van DE. De werkomstandigheden op plantages in Kenia en Brazilië waar DE koffie inkoopt bleken verre van optimaal: geconstateerd werden schending van arbeidsrechten, lonen onder het bestaansminimum, kinderarbeid, gezondheidsklachten door onbeschermd gebruik van pesticiden, seksuele intimidatie van vrouwen en bedreiging van mensen die lid willen worden van een vakbond. Volgens het onderzoek was 4 % van de omzet in Nederland afkomstig van duurzaam geproduceerde koffie.
In 2006 heeft Douwe Egberts "Burendag" in het leven geroepen. In 2008 ontstond de samenwerking met het Oranje Fonds. Met Burendag willen beide organisaties mensen dichter bij elkaar brengen. Douwe Egberts verzorgt de koffie die tijdens de activiteiten wordt geschonken. Het Oranje Fonds biedt mensen in buurten een financiële bijdrage om op Burendag activiteiten uit te voeren.
In 2007 verloor DE een rechtszaak tegen de provincie Groningen. De voorzieningenrechter bepaalde dat de provincie bij openbare aanbesteding mag eisen dat koffie voldoet aan het Max Havelaar-keurmerk, dat zich specifiek op verbetering van de positie van kleine koffieboeren richt. Naar aanleiding van een soortgelijke aanbesteding van de provincie Noord-Holland is de Europese Commissie een inbreukprocedure tegen de Nederlandse Staat gestart. Eind 2011 is deze procedure voor het Hof van Justitie van de Europese Unie geweest. In het advies van de advocaat-generaal is alsnog vastgesteld dat dit in strijd is met Europese Aanbestedingsregels, maar een definitieve uitspraak is nog niet gedaan. De uitspraken hebben gevolgen voor het inkoopbeleid van de Nederlandse Rijksoverheid en alle lagere overheden, die in 2010 voor 100 dan wel 50 procent duurzaam gaan inkopen. In een onderzoek van Oxfam International naar de bijdragen van de vier grote internationale koffiebranders (Nestlé, Kraft, Sara Lee en Procter & Gamble) blijkt dat Sara Lee zo'n 2 tot 2,5 % van het marktaandeel wereldwijd duurzaam geproduceerde koffie inkoopt. Sara Lee heeft de doelstelling aangenomen om in 2008 in totaal 20 miljoen kilo duurzame koffiebonen te kopen. Het streven van het concern is "om binnen afzienbare tijd" alleen maar duurzame koffie te verkopen.
In 2010 heeft Douwe Egberts een nieuw duurzaamheidsprogramma gepubliceerd: "Van teelt tot kop". In dat jaar was het volume duurzaam gecertificeerde koffie van Sara Lee gegroeid naar 40 miljoen kilo. Sara Lee was de grootste afnemer van UTZ Certified koffie wereldwijd. Sara Lee maakte bekend tot 2015 het volume duurzame koffie verder uit te bouwen tot totaal 350 miljoen kilo, ofwel meer dan 20% van Sara Lee's jaarlijkse koffievolume.
In 2011 ontving Douwe Egberts de "Lean & Green Award" van de Nederlandse overheid voor de initiatieven op het gebied van duurzame logistiek. De verbeteringen die samen met partners in de logistieke keten werden behaald, reduceerden tot 2013 20% CO2-uitstoot. Sinds 2004 werkte Sara Lee al samen met partners Kuehne + Nagel, Nutricia en Unilever in het zogenaamde FLAME-netwerk. De onderneming maakte ook bekend in een tweede stoomketel in de fabriek in Joure te investeren, die geschikt is voor koffiedik. Koffiedik uit het productieproces in de fabriek wordt vergist en verbrand ter opwekking van groene energie. De eerste stoomketel voor koffiedik werd in 1967 geplaatst.
Na de Russische invasie van Oekraïne sinds 2022 heeft het bedrijf besloten om Rusland niet te verlaten, waar veel internationale bedrijven dit wel deden.

## Punten

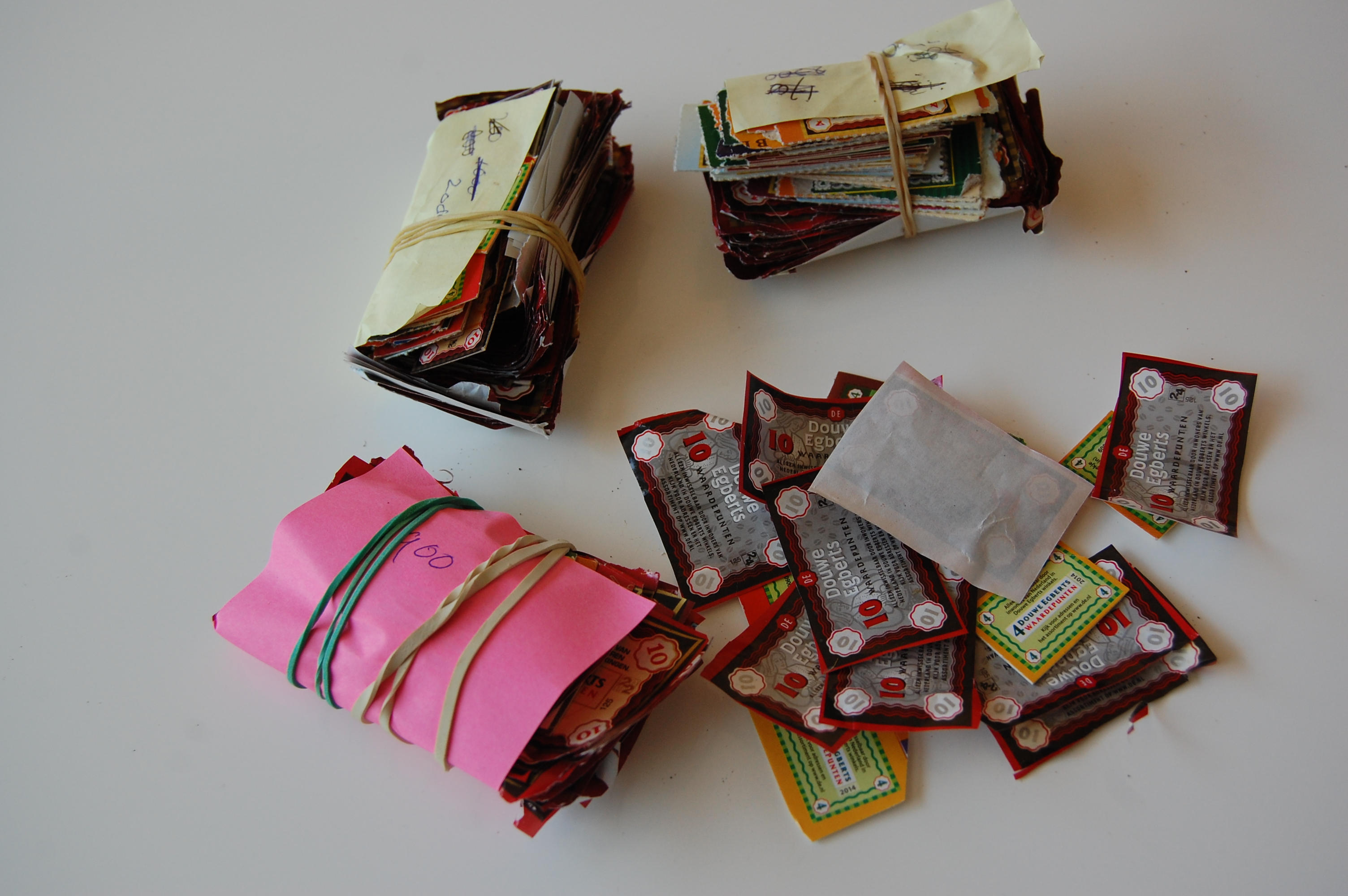
Verzamelde punten van Douwe Egberts koffie en thee

Veel gebruikers van Douwe Egberts-producten in Nederland sparen de waardepunten die zich op  de verpakkingen bevinden. 200 waardepunten vertegenwoordigen een waarde van 1 euro. Met de gespaarde punten en eventuele bijbetaling kunnen in Blokker-filialen allerlei Douwe Egberts artikelen worden aangeschaft. Tot 25 oktober 2014 verkocht Douwe Egberts deze producten in haar eigen DE-winkels.

## Archief
- De historische archieven van Douwe Egberts tot 1978, het jaar van de overname door het Amerikaanse Sara Lee, berusten bij het Fries Historisch en Letterkundig Centrum Tresoar in Leeuwarden.
- In 2007 werden de archieven van de familie De Jong, de nakomelingen van Egbert Douwes (de oprichter van Douwe Egberts), door Sara Lee overgedragen aan het Tresoar.

## Trivia
- In het Utrechtse stadsdeel Leidsche Rijn zijn straten naar het bedrijf genoemd: de Koffieweg met woonblokken met namen als Latte, Lungo, Doppio, Espresso.[23]
- De Witte Os, de winkel aan de Midstraat 97 in Joure, stond in 2018 model voor het 99e Delfts blauwe huisje van KLM.
- Radio Veronica-dj Rob Out koos in 1968 als pseudoniem Egbert Douwe voor zijn kortstondige platencarrière (o.a. voor de nummer 1-hit Kom uit de bedstee mijn liefste). De artiestennaam was een knipoog naar Douwe Egberts.